# 356863 Maathai
356863 Maathai este o planetă minoră (asteroid) din Outer Main Belt⁠(d). A fost descoperită pe 25 iunie 2010 la Wide-field Infrared Survey Explorer⁠(d) de Wide-field Infrared Survey Explorer⁠(d). 
Obiectul prezintă o orbită caracterizată de o semiaxă mare de 3,9511608991004 UAi, o excentricitate de 0,11, o înclinație de 3,9 ° în raport cu ecliptica.